# Gostun (Serbia)
Gostun (cyr. Гостун) – wieś w Serbii, w okręgu zlatiborskim, w gminie Prijepolje. W 2011 roku liczyła 64 mieszkańców.